# Aripiprazol
Aripiprazol (handelsnavn Abilify®) er et atypisk antipsykotikum, der anvendes til behandling af psykose ved sygdomme som skizofreni og mani. Stoffet har desuden en antidepressiv virkning. Aripiprazol blev godkendt i Europa i 2004. Aripiprazol findes som tabletter, smeltetabletter, oral opløsning og injektionsvæske.